# 曹小仏奴
曹 小仏奴（そう しょうふつど、1108年 - ?）は、北宋の徽宗の妃嬪。

## 生涯
曹彬の末裔にあたる。初め鄭皇后の侍女を務め、後に才人（正五品）となった。
靖康の変後、曹小仏奴は金に連行された。途中、金の天会5年（1127年）4月7日、湯陰に館伴使の阿林葛思美と駆け落ちした。その後、完顔宗望は監督を強化したが、曹小仏奴のことは見過ごした。徽宗はこの一件について「館伴使の接待奉仕の褒賞として、曹氏が賜予された」と言った。

## 伝記資料
- 『靖康稗史箋證』
- 『三朝北盟会編』
- 『宋史記事本末』